# Ou (ocell)
L'ou (Psittirostra psittacea) és un ocell de la família dels fringíl·lids (Fringillidae) i única espècie del gènere Psittirostra Temminck, 1820.

## Hàbitat i distribució
Habita la selva pluvial, a les muntanyes de les illes de Kauai i Hawaii, a les illes Hawaii. També habitaven a les illes d'Oahu, Molokai, Lanai i Maui.